# Bonet (doce)

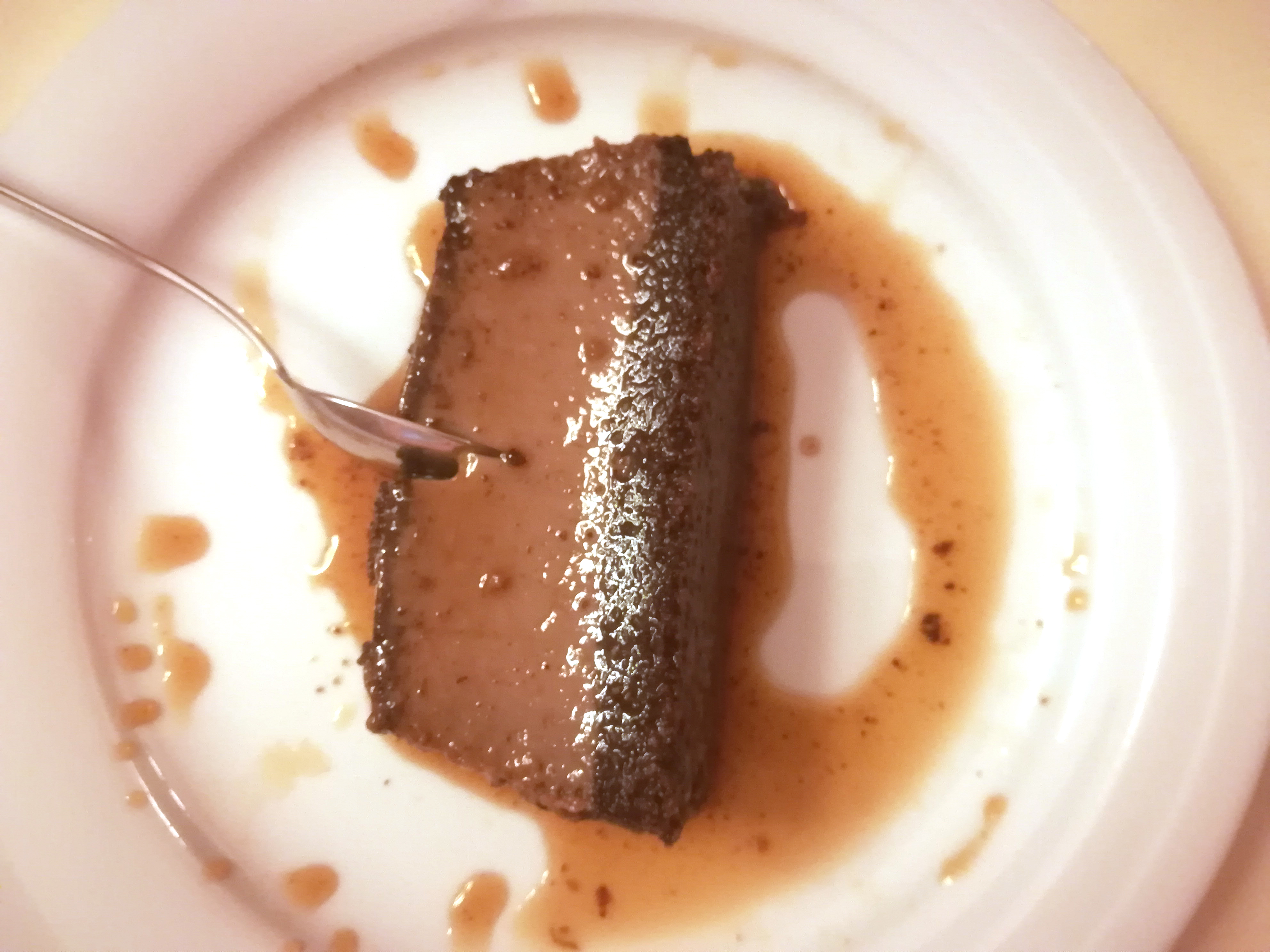
Um bonet

O bonet (ou “bunet”) é um pudim flan originário do Piemonte, na Itália, com uma história antiga e bem documentada: no século XIII, este doce fazia parte das mesas nobres da região. As diferenças com o flan tradicional, baseado em ovos, açúcar e leite, são a utilização de amaretti secos ralados e dum licor, que originalmente seria o Fernet (um licor amargo), mas que passou a ser um rum ou conhaque.
Outra diferença está na forma em que este pudim é cozido, uma forma para pão ou bolo inglês caramelizada, como no flan tradicional, mas colocada no forno destapada dentro dum recipiente com água fervente. Finalmente, é necessário referir que existem duas variedades de bonet: a tradicional, também chamada “alla monferrrina”, que não leva chocolate, nem cacau, e a moderna, adotada quando aqueles ingredientes das colónias americanas chegaram à Europa, e que pode levar ainda uma camada de amaretti inteiros na superfície superior.
Outras variantes incluem a utilização de noccioletti, ou seja, biscoitos de avelã, em vez dos tradicionais de amêndoa; ou a mistura de café no creme. 